# Pomniki przyrody w powiecie sierpeckim
Pomniki przyrody powiatu sierpeckiego.

## gmina Gozdowo

### Antoniewo
- Dąb szypułkowy "Ignacy"

wiek:
obwód:
wysokość:
bliższa lokalizacja: Droga Gozdowo - Sierpc

### Kolczyn
- Lipa drobnolistna

wiek:
obwód:
wysokość:
bliższa lokalizacja: Park zabytkowy, przy drodze do Zakrzewka

### Zakrzewko
- Lipa drobnolistna

wiek:
obwód:
wysokość:
bliższa lokalizacja:

### Gozdowo
- Głaz narzutowy

Jeden z największych w województwie.
wiek:
obwód:
wysokość:
bliższa lokalizacja: przy drodze do Koloni Przybyszewo
- 3 Lipy drobnolistne - grupa drzew

wiek:
obwód:
wysokość:
bliższa lokalizacja: Park zabytkowy

### Lelice
- 3 Klony pospolite - grupa drzew

wiek:
obwód:
wysokość:
bliższa lokalizacja: Park zabytkowy
- Modrzew europejski, Dąb szypułkowy - grupa drzew

wiek:
obwód:
wysokość:
bliższa lokalizacja: Park zabytkowy